# Representation of the People Act 1918
La Representation of the People Act 1918 («Ley de representación del pueblo de 1918»), a la que a veces se hace referencia como Fourth Reform Act («Cuarta ley de reforma»), es una ley del Parlamento del Reino Unido, votada y sancionada el 7 de febrero de 1918, la cual constituye la base del sistema electoral moderno del país.

La ley, «más amplia y profunda que cualquier ley similar en la historia del Reino Unido», establece un sistema electoral «casi totalmente nuevo». Aparte de las provisiones técnicas, necesarias debido al caos administrativo creado por la Primera Guerra Mundial, las principales provisiones son el establecimiento del sufragio universal masculino y el sufragio censitario para las mujeres mayores de treinta años. Es la primera ley que reconoce el derecho de voto de las mujeres en las elecciones generales del Reino Unido y una de las primeras en Europa que permite a las mujeres votar en las elecciones nacionales.
En total, de una población de 43,5 millones de habitantes, el número de votantes en las elecciones generales aumentó de 8,3 millones a casi 19 millones, ya que 2 millones de hombres y 8,5 millones de mujeres obtuvieron el derecho al voto. El límite de edad de 30 años para las mujeres significa que los hombres constituyen el 60% del electorado. La ley también amplió el número de mujeres votantes en las elecciones locales, por las que una pequeña minoría de mujeres ya podría votar.

## Contexto
En 1915, el calendario electoral preveía nuevas elecciones generales. Pero la Primera Guerra Mundial, y los desplazamientos de población que provocó, perturbaron el funcionamiento ordinario del proceso electoral. Este se basaba en un sistema muy complejo de franquicias parlamentarias, censitarias, capacitarias, plurales y estrictamente masculinas. Muchos soldados perdieron su derecho al voto cuando dejaron sus hogares para ir al frente, y cualquier elección bajo estas condiciones parecería injusta. De común acuerdo, se aplazó la renovación del Parlamento, que debía haber tenido lugar en enero de 1916.